# Kartenbüro
Ein Kartenbüro (auch Ticketagentur) ist ein Dienstleistungsunternehmen, das im Auftrag des Endverbrauchers Eintrittskarten für ein spezifisches, in der Regel ausverkauftes Event besorgt.
Der Kartenverkauf findet mit einem Marktanteil von 90–95 % in Österreich bei Dienstleistern (Vertrieben) statt, die die Karten unter Bezahlung des Veranstalters gewerblich weiter veräußern. Die Vertriebe erhalten zwischen 10 % und 15 % Provision vom Veranstalter und schlagen, dem Endverbraucher noch eine „Kartenbürogebühr“ von bis zu 3 Euro auf. Die einzigen zwei wesentlichen Vertriebe in Österreich sind oeticket.com und wien-ticket.at.
Ein Kartenbüro ist ein Dienstleister, der – im Auftrag und unter Bezahlung des Endverbrauchers – Karten organisiert, i. d. R. erst dann, wenn diese beim Vertrieb ausverkauft ist. Dafür bezahlen Kunden den eigentlichen Kartenbüroaufschlag, der in der Regel zwischen 20 und 30 % liegt. Dieser Aufschlag ist deswegen höher als die Provision, welche die Veranstalter an die Vertriebe bezahlen, weil Vertriebe jährlich bis zu 9 Millionen Tickets verkaufen und daran 10 % bis 15 % verdienen und Kartenbüros mit nur wenige hundert oder tausend Tickets pro Jahr ihr auslangen finden müssen.
Weiters tragen Kartenbüros 100 % des Risikos der von ihnen erworbenen Karten und haben kein Stornorecht für von ihnen gekaufte Tickets, während Vertriebe absolut kein Risiko in dieser Hinsicht tragen. Problematisch ist auch, dass Vertriebe i. d. R. versuchen, die eigentlichen Kartenbüros am Marktzugang zu hindern, in dem sie den Kartenbüros keine Anschlüsse zur Verfügung stellen, spezifische Kontingente sperren und ihnen per Vertrag verbieten z. B. im Internet zu werben. Hält sich ein Kartenbüro nicht an die Vorgaben des Vertriebes, wird der Anschluss gesperrt, und dem Kartenbüro die Existenzgrundlage entzogen.
Andererseits werden in Österreich und Deutschland Veranstalter durch die Marktmacht der Vertriebe zu Exklusivverträgen gezwungen, sofern sich der Vertrieb durch die hohen Einnahmen, die Vertriebsrechte schlicht erkauft – oder, so, wie es bei den meisten Großveranstalter in D/A/CH ist, bereits Unternehmensanteile an der Veranstaltungsagentur selbst erwirbt.
In Österreich unterliegt der Vorverkauf dem österreichischen Gewerberecht. Das Kartenbürogewerbe ist in Österreich ein freies Gewerbe, das von der Sektion Tourismus durch die Wirtschaftskammer Österreich verwaltet wird.
Von einem Kartenbürogewerbe spricht man also dann, wenn eine Person oder ein Unternehmen regelmäßig und gewinnorientiert im Auftrag seiner Kunden Tickets organisiert.

## Aufgaben
Die wirtschaftliche Aufgabe eines Kartenbüros aus Innensicht besteht in der gewinnorientierten Bereithaltung oder Beschaffung von Eintrittskarten, Konzert- und Theaterkarten für Endverbraucher.
Oft handelt es sich um Veranstaltungen, die bei Hallenbetreibern und dem Vertrieb (Primärmarkt) ausverkauft sind. Ein Kartenbüro ist darauf spezialisiert, Tickets für solche im Primärmarkt ausverkaufte Events möglichst bis zum Veranstaltungstag
für seine Kunden verfügbar zu halten, weshalb man im Fall von Kartenbüros auch von „Sekundärmarktanbietern“ spricht, die ihre Tickets teils in klassischen Büros, teils in Geschäftslokalen oder auch nur über Web-Shops zum Verkauf anbieten.
Die sozialökonomische Aufgabe des Kartenbürogewerbes besteht darin, dem Schwarzhandel, also dem illegalen, unversteuerten, privaten Handel mit teils sehr begehrten Konzertkarten entgegenzuwirken
und dem Endverbraucher bis zum Veranstaltungstag ein legales, geprüftes, seriöses und auch kosteneffizientes Angebot vorlegen zu können.
Die Preisentwicklung entspricht dabei den Preisentwicklungsregeln eines freien Marktes, auf dem die Preisbildung durch die Vielfalt des Angebots automatisch ein stabiles Niveau entwickelt.
Andererseits bemühen sich Kartenbüros, Tickets durch ihre Preisgestaltung auch bis zum Veranstaltungstag anbieten zu können, und grenzen sich durch einen höheren Verkaufspreis auch vom Markt ab.
Aus diesem Grund spricht man auch von einer Preisstabilität in einem etablierten Markt und davon, dass erst durch die Vielfalt der anbietenden Marktteilnehmer ein sozialwirtschaftlich korrekter Preis zustande kommt.

## Steuerpflicht
Im Unterschied zu privaten Anbietern von Konzertkarten unterliegen Kartenbüros dem Umsatzsteuerrecht, wobei der Umsatzsteuersatz des Kartenbüroverkaufspreises in der Regel dem Umsatzsteuersatz des Kassenpreises entspricht. Kartenbüros leisten aus ihren Gewinnen und Einnahmen Sozialabgaben und verpflichten sich zur klaren Preisauszeichnung, die sich vor allem durch die Kartenbüroaufschläge (Servicegebühr, Servicecharge) vom Kassenpreis des Veranstalters unterscheidet.
Im Unterschied zum Primärmarkt (Veranstalter) bieten Kartenbüros Konzert- oder Theaterkarten durch den Kartenbüroaufschlag meist über dem Kassenpreis des Veranstalters an.
Nur in Ausnahmefällen kommt es vor, dass Karten bei Kartenbüros auch günstiger sind als an der Abendkasse, etwa um den Besuch wenig nachgefragter Veranstaltungen zu fördern.

## Kartenbüroaufschläge
Das Kartenbüro verrechnet für seine Dienstleistung, also die Besorgung, Bereithaltung und Lieferung der Tickets, sowie für sein kommerzielles Risiko einen Aufschlag, der unter anderem zur Deckung der Betriebskosten wie Miete, Telefon, Strom, Gehälter und Sozialabgaben dient.
Für die Bezeichnung des Kartenbüroaufschlages existieren bei den Kartenbüros, die von den Veranstaltern keine Provisionen und keine Werbkostenzuschüsse, jedoch von Vertrieben (sofern sie einen Vertriebsanschluss erhalten) zwischen 0 und 3 % Provision erhalten, unterschiedliche Begriffe wie Kartenbürozuschlag, Servicegebühr, Servicecharge.
Festzuhalten ist, dass wesentliche nämlich vor allem die führenden Kartenbüros von den Vertrieben, der 100 % deutschen Eventim AG (Ö-Ticket) und dem österreichischen Wien-Ticket seit über 20 Jahren ausdrücklich keine Vertriebsverträge oder nur stark eingeschränkte Kontingente erhalten, was aufgrund der sehr ungleichen Verhältnisse im Markt als Missbrauch einer marktbeherrschenden Stellung durch die Vertriebe gewertet werden kann, wie mehrere Gutachten der vergangenen Jahre belegen.
Ausschließlich bei den Vertrieben, die trotz des Umstandes, dass sie von den Veranstaltern neben Werbekonstenzuschüssen auch bis zu 20 % des Ticketpreises als Verkaufsprovision erhalten, zusätzlich dem Endverbraucher eine Gebühr verrechnen heißt der nach außen dargestellten Kartenbüroaufschlag dann Vorverkaufsgebühr.
Der Umstand, dass z. B. die deutsche CTS-Eventim AG (Ö-Ticket) ohne jedes Risiko sowohl bis zu 20 % Provision vom Veranstalter erhält, dem Konsumenten letztlich noch die Vorverkaufsgebühr aufschlägt und den Mitbewerb durch Exklusivverträge ausschließt, oder namhaften Marktbegleitern den Marktzugang verweigert, hat der dem Unternehmen in den letzten Jahren lt. Medienberichten bis 1 Milliarde Euro Gewinn gebracht.
Seit 2009 sind die Kartenbüroaufschläge in Österreich unbegrenzt. Das bedeutet, dass Kartenbüros für die angebotenen Tickets jeden beliebigen Preis verlangen dürfen.
In der Regel liegen die Preise für die Aufschläge zwischen 10 % und 25 %. In einzelnen Fällen können die Preise auch bis zu 500 % über dem eigentlichen Kassenpreis liegen.
Ein Beispiel: Karten für das Neujahrskonzert der Wiener Philharmoniker kosten laut Kartenaufdruck zum Beispiel 250 Euro. In Kartenbüros werden auf Grund der hohen Nachfrage und des geringen Angebots aber bis zu 5000 Euro für diese Tickets verrechnet.

## Verbraucherrechte
Vertreibt ein Kartenbüro seine Tickets nicht in einer vom Kunden aufzusuchenden Geschäftsstelle, sondern ausschließlich per Post oder über das Internet, handelt es sich um einen Fernabsatzvertrag (§ 312c BGB).
Mit der europäischen Verbraucherrechte-Richtlinie sollen die Informationspflichten gegenüber Verbrauchern im Fernabsatzrecht harmonisiert werden. In Deutschland erfolgte die Umsetzung im Fernabsatzgesetz, in Österreich hat die Richtlinie hingegen zur Änderung des Konsumentenschutzgesetzes (KSchG) geführt, das auch Verträge über den Fernabsatz umfasst.
Ein Widerrufs- oder Rücktrittsrecht besteht im Kartenvorverkauf jedoch ausdrücklich nicht (§ 312g Abs. 2 Nr. 9 BGB).
Zulässig ist jedoch die private Weiterveräußerung einer im Kartenbüro erworbenen Karte, etwa im Falle der Erkrankung oder sonstigen Verhinderung am Veranstaltungstag.